# Fort Riley
Fort Riley è un'installazione dell'Esercito degli Stati Uniti situata nel Kansas nordorientale proprio sul fiume Kansas tra le città di Junction City e Manhattan.
Il forte ricopre un'area di 100.656 acri, circa 407 km², divisa fra le contee di Geary e Rileye comprende inoltre due census-designated place: Fort Riley North e Fort Riley-Camp Whiteside. Ad oggi possiede una popolazione di circa 25.000 abitanti.

## Unità
- 1ª Divisione di Fanteria
- 24ª Divisione di Fanteria
- 7º Reggimento Cavalleria